# Triazol
Triazol (Htrz) je izomerno hemijsko jedinjenje sa molekulskom formulom , koje sadrži petočlani prsten sa dva atoma ugljenika i tri atoma azota.
Dva izomera su:
- 1,2,3-Triazol
- 1,2,4-Triazol

## Derivati
Triazolni antifungalni lekovi su flukonazol, izavukonazol, itrakonazol, vorikonazol, pramikonazol, ravukonazol, i posakonazol.
Triazolni fungicidi za biljnu zaštitu su epoksikonazol, triadimenol, propikonazol, metkonazol, ciprokonazol, tebukonazol, fluzilazol i paklobutrazol.
Benzotriazol se koristi u izradi fotografija.

## Poljoprivredni značaj
Usled širenja otpornosti biljnih patogena na fungicide iz strobilurinske klase, kontrola gljiva kao što su Septoria tritici ili Gibberella zeae je u znatnoj meri zasnovana na primeni triazola.

## Značaj u hemijkoj sintezi
Cikloadicija azidnih alkina je blaga i selektivna reakcija kojom se formiraju 1,2,3-triazoli. Reakcija nalazi široku primenu u bioortogonalnoj hemiji i u organskoj sintezi. Triazoli su relativno stabilne funkcionalne grupe, te triazolne veze imaju brojne primene (npr. kao zamena za fosfatnu osnovu DNK.)

## Srodna heterociklična jedinjenja
- Imidazol, analog sa dva nesusedna atoma azota
- Pirazol, analog sa dva susedna atoma azota
- Tetrazol, analog sa četiri atoma azota